# Farsø Sogn
Farsø Sogn er et sogn i Vesthimmerlands Provsti (Viborg Stift).
I 1800-tallet var Farsø Sogn anneks til Strandby Sogn. Begge sogne hørte til Gislum Herred i Aalborg Amt. Strandby-Farsø sognekommune blev ved kommunalreformen i 1970 indlemmet i Farsø Kommune, der ved strukturreformen i 2007 indgik i Vesthimmerlands Kommune.
I Farsø Sogn ligger Farsø Kirke.
I sognet findes følgende autoriserede stednavne:
- Dammergårde (bebyggelse, ejerlav)
- Ebdrup (bebyggelse, ejerlav)
- Fandrup (bebyggelse, ejerlav)
- Fandrup Hede (bebyggelse)
- Farsø (bebyggelse, ejerlav)
- Farsø Kær (areal)
- Fragtrup (bebyggelse, ejerlav)
- Fredbjerg (bebyggelse, ejerlav)
- Gøttrup (bebyggelse, ejerlav)
- Gøttrup Hede (bebyggelse)
- Holme (bebyggelse, ejerlav)
- Røjbæk (vandareal)
- Støttrup (bebyggelse, ejerlav)
- Torup (bebyggelse, ejerlav)
- Urhøje (areal)
- Vannerup (bebyggelse, ejerlav)